# Larráun (Urraúl Alto)
Larráun es un caserío español del municipio de Urraúl Alto, perteneciente a la Comunidad Foral de Navarra.

## Toponimia
El lugar es conocido como Larraun en euskera.

## Demografía
En 2023, la entidad singular de población tenía empadronados 0 habitantes.